# Гра з вибором моменту часу
Гра з вибором моменту часу — гра на одиничному квадраті, в якій чистими стратегіями гравців є вибори моменту часу для виконання визначеної дії.
Іноді розглядають ігри з вибором декількох моментів часу. Функція виграшу гри з вибором моментів часу монотонна по кожній змінній (затримка в дії збільшує шанси на успіх) и розривна на діагоналі одиничного квадрата.
Оптимальні стратегії гравців в грі з вибором моменту часу, звичайно описуються стрибком на початку проміжку часу, щільністю на деякому інтервалі [a, b] і стрибком на кінці проміжку.